# チアーズ3
『チアーズ3』（原題：Bring It On : All or Nothing）は、2006年のアメリカ映画。映画『チアーズ!』シリーズの第3作。日本ではビデオスルーとして、2007年3月30日にDVDが発売された。

## ストーリー
悪夢
チアリーダーのブリトニー（ヘイデン・パネッティーア）はダンスパーティでおならをしてしまう。
現実
父親の仕事の都合で転校が決まったブリトニーは、部の仲間からチアリーダーを辞めるよう促される。泣く泣くユニフォームをグラウンドの土に埋めるブリトニー。
転校先は黒人居住区で、生活のレベルが他の生徒と異なるブリトニーは周囲の反感を買うが、次第に周りと打ち解ける。チアリーダーを捨てきれない彼女は、同校の部に入ってコンクールに出場、いまやライバルとなったかつての親友たちと対決する。

## キャラクター
| 役名               | 俳優                     | 日本語吹替 |
| ------------------ | ------------------------ | ---------- |
| ブリトニー・アレン | ヘイデン・パネッティーア | 宮島依里   |
| カミール           | ソランジュ・ノウルズ     | 浅野まゆみ |
| ブラッド・ワーナー | ジェイク・マクドーマン   | 川島得愛   |
| ウィニー           | マーシー・リーラン       | 引田有美   |
| アンバー           | シンディ・チュー         | 竹田まどか |
| ジェシー           | ガス・カー               | 落合弘治   |
| パム・アレン       | キルステン・ウォーレン   |            |
| 本人役             | リアーナ                 |            |
| ティム・アレン     | エリック・ブラスコッター |            |
| ブリアンナ         | ダニエル・サヴレ         |            |